# (1656) Suomi
(1656) Suomi est un astéroïde de la ceinture principale aréocroiseur.

## Description
(1656) Suomi est un astéroïde aréocroiseur. Il fut découvert par Yrjö Väisälä le 11 mars 1942 à Turku. Il présente une orbite caractérisée par un demi-grand axe de 1,87 UA, une excentricité de 0,123 et une inclinaison de 25,06° par rapport à l'écliptique.
Il a été nommé Suomi en référence au nom de la Finlande en finnois.

## Compléments